# Podhradie (Topoľčany)
Podhradie  (ungarisch Kővárhely – bis 1907 Podhragy) ist eine Gemeinde im Westen der Slowakei mit 285 Einwohnern (Stand 31. Dezember 2024) und gehört zum Okres Topoľčany, einem Kreis des Nitriansky kraj.

## Geographie

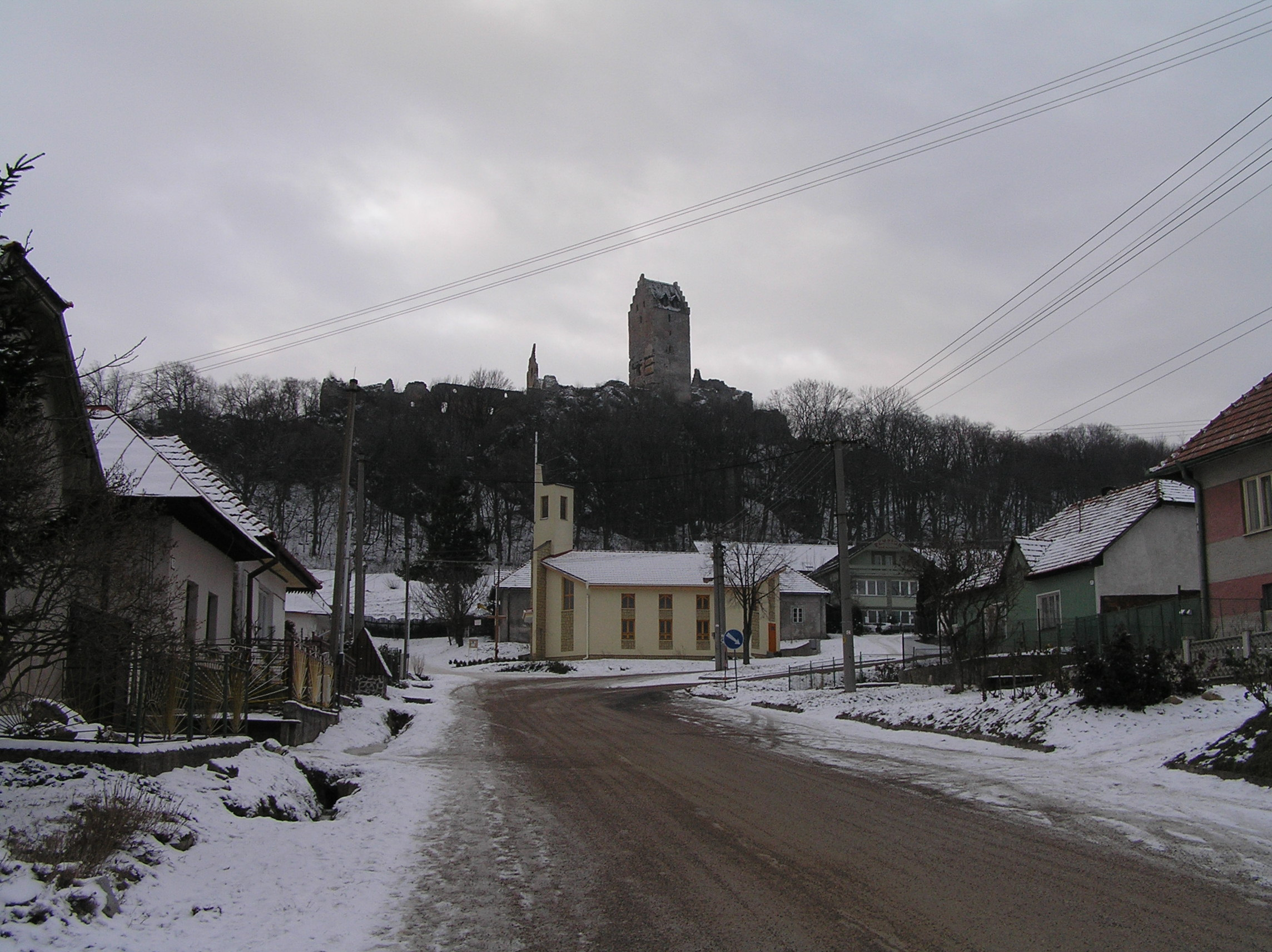
Hauptstraße des Dorfes im Winter

Die Gemeinde befindet sich am Südosthang des Gebirges Považský Inovec am Bach Slivnica. Das Ortszentrum liegt auf einer Höhe von 435 m n.m. und ist 17 Kilometer nordwestlich von Topoľčany gelegen.

## Geschichte
Podhradie wurde zum ersten Mal 1245 schriftlich erwähnt, damals noch als Hornouc (modernes Slowakisch: „Hrnovce“). Nach der Errichtung der Burg Topoltschan im späten 13. Jahrhundert oberhalb des Dorfes stieg die Bedeutung an, da es zu einem Vorburg-Dorf wurde. Dies endete im 18. Jahrhundert, als die Verwaltung der Herrschaftsgebiet von Topoltschan sich nach Tovarníky umzog, was sich im Bevölkerungsrückgang widerspiegelte.

## Bevölkerung
| Jahr                | 1994 | 2004     | 2014    | 2024    |
| ------------------- | ---- | -------- | ------- | ------- |
| Anzahl der Personen | 260  | 311      | 292     | 285     |
| Unterschied         |      | +19,61 % | −6,10 % | −2,39 % |

| Jahr                | 2023 | 2024    |
| ------------------- | ---- | ------- |
| Anzahl der Personen | 284  | 285     |
| Unterschied         |      | +0,35 % |

Ergebnisse nach der Volkszählung 2001 (292 Einwohner):
| Nach Ethnie: - 99,66 % Slowaken - 0,34 % Tschechen | Nach Religion: - 93,84 % römisch-katholisch - 2,05 % evangelisch - 1,37 % konfessionslos |

## Bauwerke
- Ruinen der Burg Topoltschan

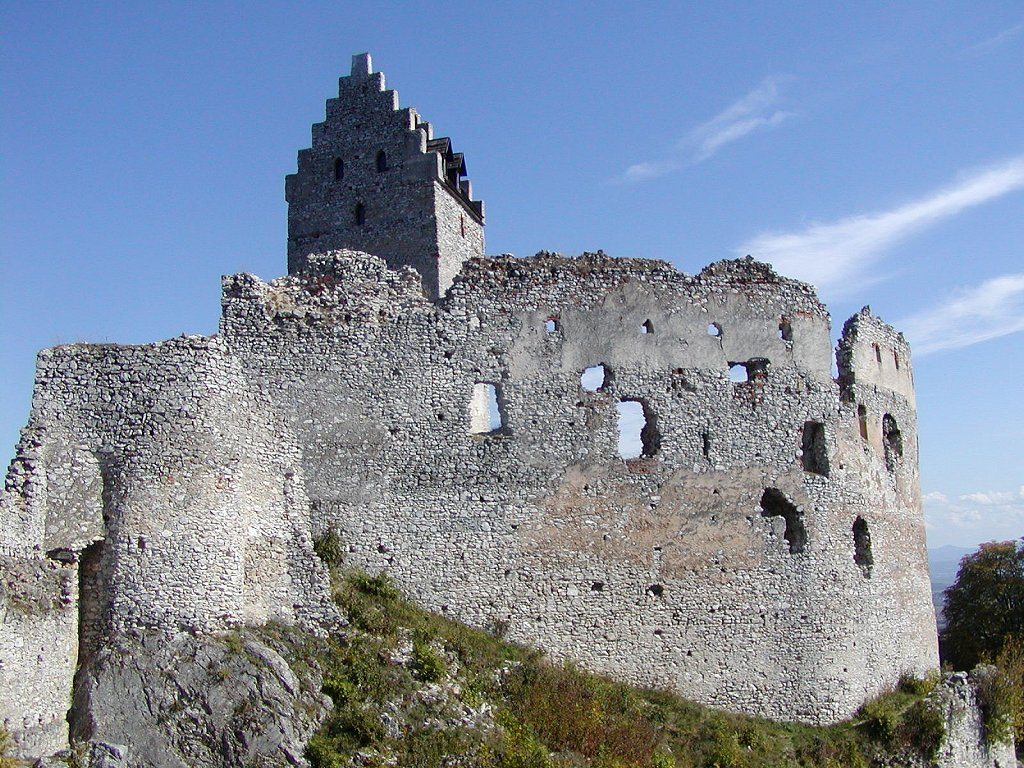
Burg Topoltschan

- römisch-katholische Kirche, 2004 errichtet
- Kapelle